# 15220 Сумеркін
15220 Сумеркін (15220 Sumerkin) — астероїд головного поясу, відкритий 28 вересня 1981 року.
Тіссеранів параметр щодо Юпітера — 3,393.